# Alberto Giraldo Jaramillo
Alberto Giraldo Jaramillo (ur. 7 października 1934 w Manizales, zm. 21 lipca 2021 w Pereira) – kolumbijski duchowny rzymskokatolicki, w latach 1997-2010 arcybiskup Medellín.

## Życiorys
Święcenia kapłańskie przyjął 9 listopada 1958. 8 sierpnia 1974 został prekonizowany biskupem pomocniczym Popayán ze stolicą tytularną Obba. Sakrę biskupią otrzymał 15 września 1974. 26 kwietnia 1977 został mianowany biskupem Chiquinquirá, 26 lipca 1983 biskupem  Cúcuta, 18 grudnia 1990 arcybiskupem Popayán, a 13 lutego 1997 arcybiskupem Medellín. 16 lutego 2010 przeszedł na emeryturę.